# 메이플스토리 (애니메이션)
《메이플스토리》는 넥슨에서 제작한 2D 사이드 스크롤 대규모 다중 사용자 온라인 롤플레잉 게임(MMORPG)인 《메이플스토리》를 애니메이션화 한 작품이다.

## 제작
2006년 11월 9일, 넥슨 재팬은 매드하우스와 협력하여 《메이플스토리》를 애니메이션화 하기로 결정하였다. 그러나 원작 게임이 딱히 스토리가 존재하지 않는 것이어서, 주축이 되는 스토리에 대해서는 유저들과 팬들 사이에서도 논란이 많았다. 결국 애니메이션 제작을 위한 시놉시스는 게임의 캐릭터를 차용하여 새롭게 그려내는 어린이층 대상의 판타지 어드벤처로 방향이 잡혔다. 국내 게임을 원작으로 하는 작품임에도 우리나라가 주축이 되어 진행시키지 못했다는 점은 아쉬움으로 남는다.

## 캐릭터
- 아루 - 성우 쿠와시마 호코
- 니나 - 성우 엔도 아야
- 뿌뿌 - 성우 마츠모토 리카
- 앤지 - 성우 쿠사오 타케시
- 바로 - 성우 키우치 히데노부
- 칼스 - 성우 쿠스노키 타이텐
- 클로네 - 성우 미즈키 나나
- 알리바 - 성우 나미카와 다이스케

## 서브 타이틀
| 화수 | 서브 타이틀             |
| ---- | ----------------------- |
| 1    | 아루와 멋진 친구들!     |
| 2    | 아루와 니나!            |
| 3    | 친구란 좋은거야!        |
| 4    | 아루의 정체!            |
| 5    | 우린 모두 친구야!       |
| 6    | 빼앗긴 영혼!            |
| 7    | 엄마는 도둑?            |
| 8    | 천하무적 아루!          |
| 9    | 주룩주룩 내리는 비!     |
| 10   | 여행을 떠나자!          |
| 11   | 몬스터사냥꾼, 길!       |
| 12   | 스피루나와 루이!        |
| 13   | 루이를 찾아라!          |
| 14   | 빛의 성검!              |
| 15   | 세계수 씨앗 경매!       |
| 16   | 니나의 고향!            |
| 17   | 최강의 전사! (상편)     |
| 18   | 최강의 전사! (하편)     |
| 19   | 앤지의 변심?!           |
| 20   | 10년 전 진실!           |
| 21   | 아빠에게서 온 편지!     |
| 22   | 우리들의 검!            |
| 23   | 세계수의 씨앗!          |
| 24   | 진정한 용기!            |
| 25   | 세계수 아래서!          |
| 26   | 작은 오해와 커다란 감사 |

## 주제가
- 오프닝 테마

Scratch On The Heart
노래 : 윤하
- 엔딩 테마

마음의 빛
노래 : 오리카사 우미코